# All Alone (chanson de Gorillaz)
Cet article concerne la chanson de Gorillaz. Pour la chanson de Superbus, voir All Alone.
Pistes de Demon Days
November Has Come White Light
All Alone est la dixième chanson de l'album Demon Days, du groupe britannique Gorillaz.
En plus de Damon Albarn qui chante le refrain, il y a deux participants sur cette chanson : Roots Manuva pour la partie rap (de 0 min 46 s à 1 min 37 s) et Martina Topley-Bird qui chante la partie de Noodle[réf. nécessaire] (de 2 min 04 s à 2 min 34 s).
Sur l'album, All Alone enchaine sur White Light sans coupure, d'où sa durée de 3 min 30 s sur l'album au lieu des 3 min 33 s que l'on trouve lorsque la chanson est présentée seule.

## Structure de la chanson
Le refrain, constitué des deux seuls mots All Alone, est répété dans la première partie de la chanson 24 fois sur un motif sonore en la, la, mi, mi bémol, ré, do, do, ré, ré, sol, sol, ré, ré bémol, do, si, si, do, ré.
Le rap de Roots Manuva s'enchaine puis vient à nouveau le thème All Alone, répété douze fois. Arrive ensuite la partie chantée par Noodle (Martina Topley-Bird) sur un fond de musique classique, puis la dernière partie de la chanson. Dans cette dernière partie les All Alone reprennent, au nombre de douze encore une fois. La chanson finit sur un riff de guitare et s'enchaine sans interruption sur White Light, la onzième piste de l'album Demon Days.
Cette chanson n'est pas sortie en single comme certaines pistes de Demon Days que sont : Dirty Harry, Feel Good Inc., Kids with Guns, El Mañana et Dare.
S'il n'y a pas de clip officiel pour cette chanson l'on trouve de nombreux montages de fans sur internet.

## Paroles
Comme l'indique en fait son titre (littéralement en français : « Tout seul »), cette chanson parle de la solitude d'un homme, qui essaie de s'en sortir dans la société actuelle, où l'aide que l'on peut obtenir des autres n'est pas très présente. La partie chantée par Noodle vient en aide à l'homme qui se sent abandonné en lui disant par cette métaphore Close your eyes and see (« Ferme tes yeux et voit »), de s'accrocher pour ne pas se perdre et sombrer dans le monde. Cette chanson est donc pessimiste et optimiste à la fois.